# Museo archeologico Sigismondo Castromediano
Il museo "Sigismondo Castromediano" è un museo archeologico di Lecce, dotato anche di una piccola pinacoteca e di un lapidario.

## Descrizione
È il museo più antico della Puglia, fondato nel 1868 da Sigismondo Castromediano, duca di Cavallino; conserva numerose testimonianze della civiltà messapica (soprattutto vasellame e trozzelle provenienti da Rudiae), e degli insediamenti romani. Nella sezione preistorica è stata ricostruita la Grotta dei Cervi di Porto Badisco (Otranto), con interessanti pitture rupestri.

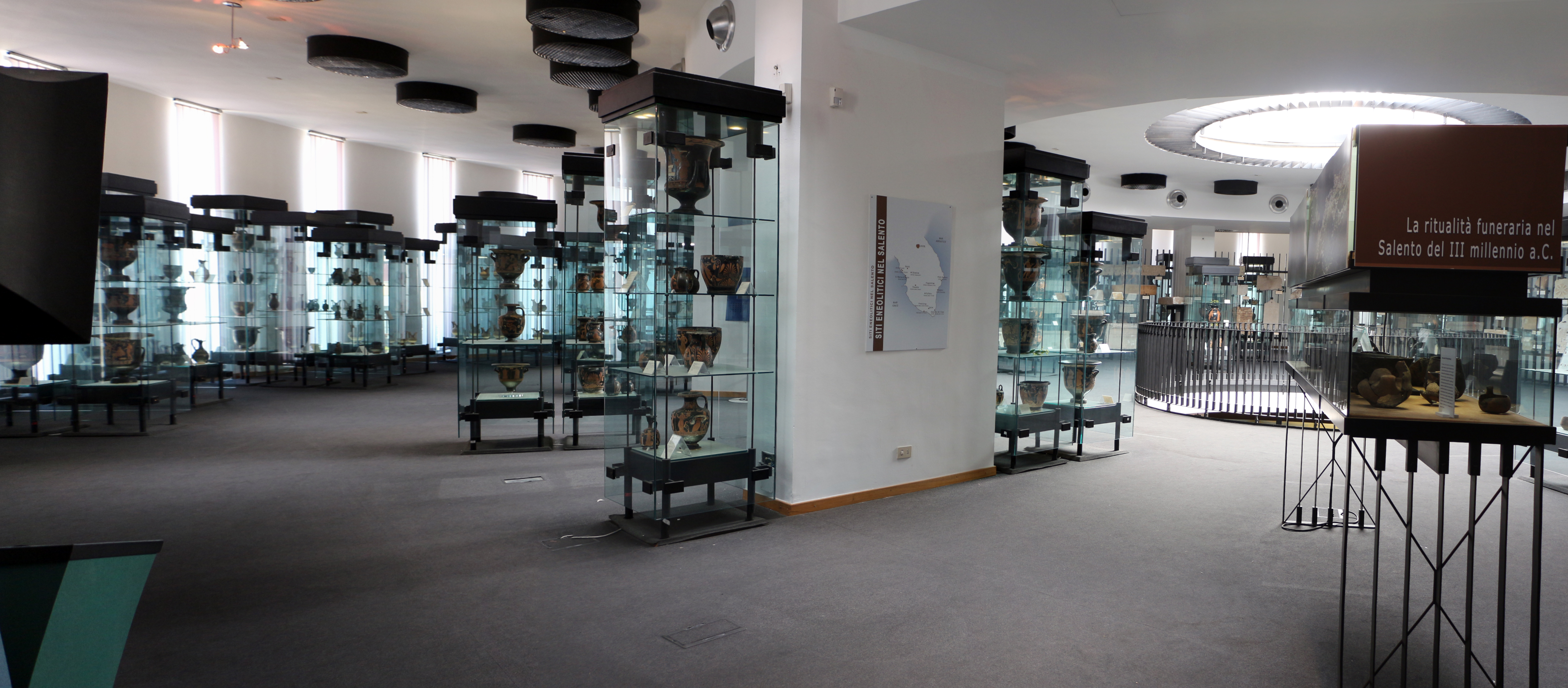
Interno

Nella pinacoteca sono esposti dipinti che documentano gli influssi bizantini e veneziani sul lavoro degli artisti locali, dal medioevo fino al novecento (opere di Lorenzo Veneziano, Alvise Vivarini, Bartolomeo Vivarini, Paolo Finoglio, Pacecco De Rosa, Agostino Beltrano, Giovanni Andrea Coppola, Antonio Verrio, Andrea Malinconico e il figlio Nicola, Corrado Giaquinto, Francesco de Mura e Oronzo Tiso, Gioacchino Toma, Geremia Re, Giuseppe Casciaro, Vincenzo Ciardo, Gaetano Martinez, ecc.). 
Una sezione è dedicata alle cosiddette arti minori: ceramiche, vasellame, avori, bronzi e argenti di età barocca.
Dopo la morte del duca Castromediano, il museo fu lasciato in balia di se stesso e molti reperti conservati al suo interno andarono ad arricchire altri musei d'Italia, tra cui quello di Taranto, che col tempo si ingrandì al punto tale da diventare museo nazionale, a scapito del più antico museo di Lecce, che rimase sempre Museo provinciale. Ristrutturato ed allestito dall'architetto Franco Minissi negli anni 70, ha accresciuto notevolmente il proprio prestigio, specie per via dell'inaugurazione di un padiglione dedicato al grande tenore leccese Tito Schipa, famoso nel mondo.